# Ruta Provincial 14 (Santa Fe)
La Ruta Provincial 14 es una carretera santafecina de 224 km de jurisdicción provincial, ubicada en el sur de la Provincia de Santa Fe, Argentina. Siendo parcialmente pavimentada, ya que en un tramo de aproximadamente 50 kilómetros, entre la Ruta Provincial 93 y la Ruta Nacional 8 de su traza, nunca fue pavimentada. A pesar de ser concesionada bajo el sistema de peajes entre las localidades de Pérez y Miguel Torres, presenta grave deterioro en más del 80% con pozos, baches y demás. En el mes de Noviembre del 2022, se comenzó con la reparación completa de la calzada en el tramo que va desde el cruce con la Ruta Nacional 33 hasta el final de la zona urbana de la localidad de Soldini.
Comienza en la Ruta Nacional 33 a la altura de Pérez y finaliza en el cruce con la Ruta Nacional 7 pasando Diego de Alvear (límite natural con la provincia de Buenos Aires) pudiéndose distinguir 3 tramos bien distintos uno de otro. En una primera etapa, entre Pérez y Miguel Torres la ruta esta totalmente pavimentada y concesionada por el sistema de peaje; una segunda etapa entre Miguel Torres y Chapuy nunca fue pavimentada y presenta abandono y grandes deterioros; y finalmente una tercera etapa, pavimentada y sin peajes, entre las cercanías de Chapuy y su finalización en la Ruta Nacional 7.

## Localidades
Las ciudades y pueblos por los que pasa esta ruta de este a oeste son los siguientes (los pueblos con menos de 5.000 habitantes figuran en itálica).

### Provincia de Santa Fe
Recorrido: 222 km
- Departamento Rosario: Pérez, Soldini, Piñero, Álvarez, Pueblo Muñoz, Arminda.
- Departamento San Lorenzo: Villa Mugueta.
- Departamento Caseros: Bigand.
- Departamento Constitución: Bombal.
- Departamento General López: Miguel Torres, Chovet, Elortondo, Chapuy, María Teresa, Christophersen, San Gregorio, Diego de Alvear.